# آزادی فکری
آزادی فکری به معنای حق آزادی اندیشه و بیان آزادانه اندیشه، بدون محدودیت است. آزادی فکری که به عنوان یکی از اجزای جدایی ناپذیر جامعه دموکراتیک در نظر گرفته می‌شود، از حق شهروندی فرد در دسترسی، کاوش، بررسی و بیان عقیده‌های و اطلاعات به عنوان پایه‌ای به صورت مستقل محافظت می‌کند. آزادی فکری بستر آزادی بیان، گفتار و مطبوعات را شامل می‌شود و مربوط به آزادی اطلاعات و حق حریم خصوصی می‌باشد.
بر طبق ماده ۱۹ اعلامیه جهانی حقوق بشر، آزادی فکری از حقوق بشر است. ماده ۱۹:
هر انسانی حق آزادی عقیده و بیان را دار؛ این حق شامل آزادی داشتن باور و عقیده‌ای بدون [نگرانی] از مداخله [و مزاحمت] و تفتیش، دریافت و انتشار اطلاعات و افکار از طریق هر رسانه‌ای بدون ملاحظات مرزی است.
آزادی فکری به مفهوم مدرن آن، در مخالفت با سانسور کتاب به‌وجود آمد. این حق توسط حرفه‌ها و جنبش‌های بسیار ترویج شده است، از جمله کتابخانه‌داری، آموزش و پرورش و جنبش نرم‌افزار آزاد.

## تاریخچه
در تعریف معاصر، حدود و ضوابط آزادی فکری اساساً از طریق تعدادی از احکام کامن لا توسط دیوان عالی ایالات متحده ایجاد شده است که این احکام در رابطه با متمم اول و بیانیه‌های خط‌مشی گروه‌هایی که به دفاع از آزادی‌های مدنی اختصاص داده شده‌اند، می‌باشد.

## طرح موضوع
آزادی فکری شامل زمینه‌های مختلف و از جمله موضوعات مربوط به آزادی عمل و بیان، فیلتر اینترنت یا سانسور می‌شود. از آنجا که طرفداران آزادی فکری، حق انتخاب مفاهیم و رسانه‌های اطلاعاتی را برای تدوین فکر و عقیده بدون اثرگذاری، ارزش گذاری می‌کنند، محدودیت‌های دسترسی و موانع حریم اطلاعات، موضوعات آزادی فکری را تشکیل می‌دهند. مشکلات مربوط به محدودیت‌های دسترسی شامل موارد زیر است:
- ممنوعیت کتاب، سوزاندن کتاب و چالش‌های ادبیات
- سانسور و تلاش برای سانسور از جمله سانسور کتاب، سانسور فیلم، سانسور موسیقی، سانسور نقشه‌ها، سانسور عقیده‌های فردی، سانسور کتاب‌های کمیک و سانسور بازی‌های ویدیویی
- خودسانسوری توسط نویسندگان، ویراستاران، روزنامه‌نگاران یا انتخاب کنندگان مواد کتابخانه
- فیلتر اینترنت از طریق نرم‌افزار کنترل محتوا
- فیلتر اینترنت از طریق سانسور اینترنت
- قانون و ابتکارات ایمنی اینترنت مانند قانون حمایت از اینترنت کودکان (CIPA) و قانون حمایت از محله اینترنتی (NCIPA)
- بی‌طرفی خالص
- قوانین دولت و قوانین آزادی اطلاعات

موضوعات مربوط به موانع حریم خصوصی اطلاعات عبارتند از:
- داده کاوی
- نظارت
- حفاظت از داده‌ها و قوانین حفظ حریم خصوصی
- محرمانه بودن سوابق دسترسی کاربران کتابخانه
- قوانینی که آزادی‌های مدنی را به نام امنیت ملی مانند قانون امنیت داخلی و قانون امنیت ملی به حالت تعلیق درمی‌آورد.